# Caenis sigillata
Caenis sigillata is een haft uit de familie Caenidae. De wetenschappelijke naam van de soort is voor het eerst geldig gepubliceerd in 1985 door Malzacher.
De soort komt voor in het Neotropisch gebied.